# Borikenophis portoricensis
Borikenophis portoricensis is een slang uit de familie toornslangachtigen (Colubridae) en de onderfamilie Dipsadinae.

## Naam en indeling
De wetenschappelijke naam van de soort werd in 1862 als Alsophis portoricensis gepubliceerd door Johannes Theodor Reinhardt en Christian Frederik Lütken.

### Ondersoorten
De soort wordt verdeeld in vijf ondersoorten die onderstaand zijn weergegeven, met de auteur en het verspreidingsgebied. De voormalige ondersoort Borikenophis portoricensis prymnus wordt tegenwoordig als een aparte soort erkend (Borikenophis prymnus)
| Naam                                | Auteur                   | Verspreidingsgebied                                                   |
| ----------------------------------- | ------------------------ | --------------------------------------------------------------------- |
| Borikenophis portoricensis anegadae | Barbour, 1917            | Anegada, Guana, Mosquito Island, Necker Island, Tortola, Virgin Gorda |
| Borikenophis portoricensis aphantus | Schwartz, 1966           | Vieques                                                               |
| Borikenophis portoricensis nicholsi | Grant, 1937              | Buck Island                                                           |
| Borikenophis portoricensis          | Reinhardt & Lütken, 1862 | Puerto Rico                                                           |
| Borikenophis portoricensis richardi | Grant, 1946              | Culebra, Saint Thomas, Peter Island, Salt Island                      |

## Verspreiding en habitat
Borikenophis portoricensis komt voor op Puerto Rico en op de Britse Maagdeneilanden.
De habitat bestaat uit tropische en subtropische bossen, zowel droge bossen als vochtige laaglandbossen. Ook in door de mens aangepaste streken zoals akkers, weilanden en landelijke tuinen kan de slang worden aangetroffen.

## Beschermingsstatus
Door de internationale natuurbeschermingsorganisatie IUCN is de beschermingsstatus 'veilig' toegewezen (Least Concern of LC).